# Quarry Bank
Quarry Bank – wieś w Anglii, w hrabstwie ceremonialnym West Midlands, w dystrykcie metropolitalnym Dudley. Leży 14 km na zachód od miasta Birmingham i 173 km na północny zachód od Londynu.